# 소프라노집박쥐
소프라노집박쥐(Pipistrellus pygmaeus)는 애기박쥐과에 속하는 박쥐의 일종이다. 1999년 유럽집박쥐(Pipistrellus pipistrellus)로부터 공식적으로 분리되었다. 두 종은 처음에 서로 다른 주파수의 반향정위 신호로 구별되었다. 유럽집박쥐는 45 kHz의 신호를 사용하고, 소프라노집박쥐는 55kHz의 반향정위 신호를 사용한다. 그래서 두 종을 45kHz 집박쥐와 55kHz 집박쥐라는 이름으로 부르거나, 밴디트집박쥐(유럽집박쥐)와 갈색집박쥐(소프라노집박쥐)로 부른다. 두 종이 분리된 이후, 겉모습과 서식지, 먹이 등 수많은 차이 또한 발견되었다.